# Martin Vogel (Leichtathlet)
Martin Vogel (* 16. März 1992) ist ein deutscher Leichtathlet. Er tritt im Hürdenlauf an.

## Berufsweg
Nach dem Realschul-Abschluss absolvierte er eine Ausbildung zum Elektroniker bei einem Sponsoren seines Vereins und arbeitete anschließend bei einem weiteren Partner des LAC Erdgas Chemnitz. Ende 2013 wechselte er zur Landespolizei Sachsen mit einer Ausbildung in der Sportfördergruppe, aber sportlich bremsten ihn Verletzungen.

## Sportliche Karriere
2015 meldete sich Vogel mit 7,86 s in der Halle und 14,00 s im Freien zurück. Bei den Deutschen Hallenmeisterschaften 2016 in Leipzig erreichte er mit 7,67 s eine neue persönliche Bestleistung über 60 Meter Hürden in der Halle, nachdem er in den Vorläufen schon seine persönliche Bestleistung auf 7,74 s verbessert hatte. Im März 2016 nahm er an den Hallenweltmeisterschaften in Portland (Oregon)/USA teil.
Vogel startet für den LAC Erdgas Chemnitz.

## Erfolge (Auswahl)

### National
- Deutscher Juniorenmeister (U23) 2012
- 3. Platz Hallen-DM 2016
- 3. Platz DM 2024

### International
- 6. Platz U20-EM 2011 in Tallinn (Estland)